# Heinz Leinfellner

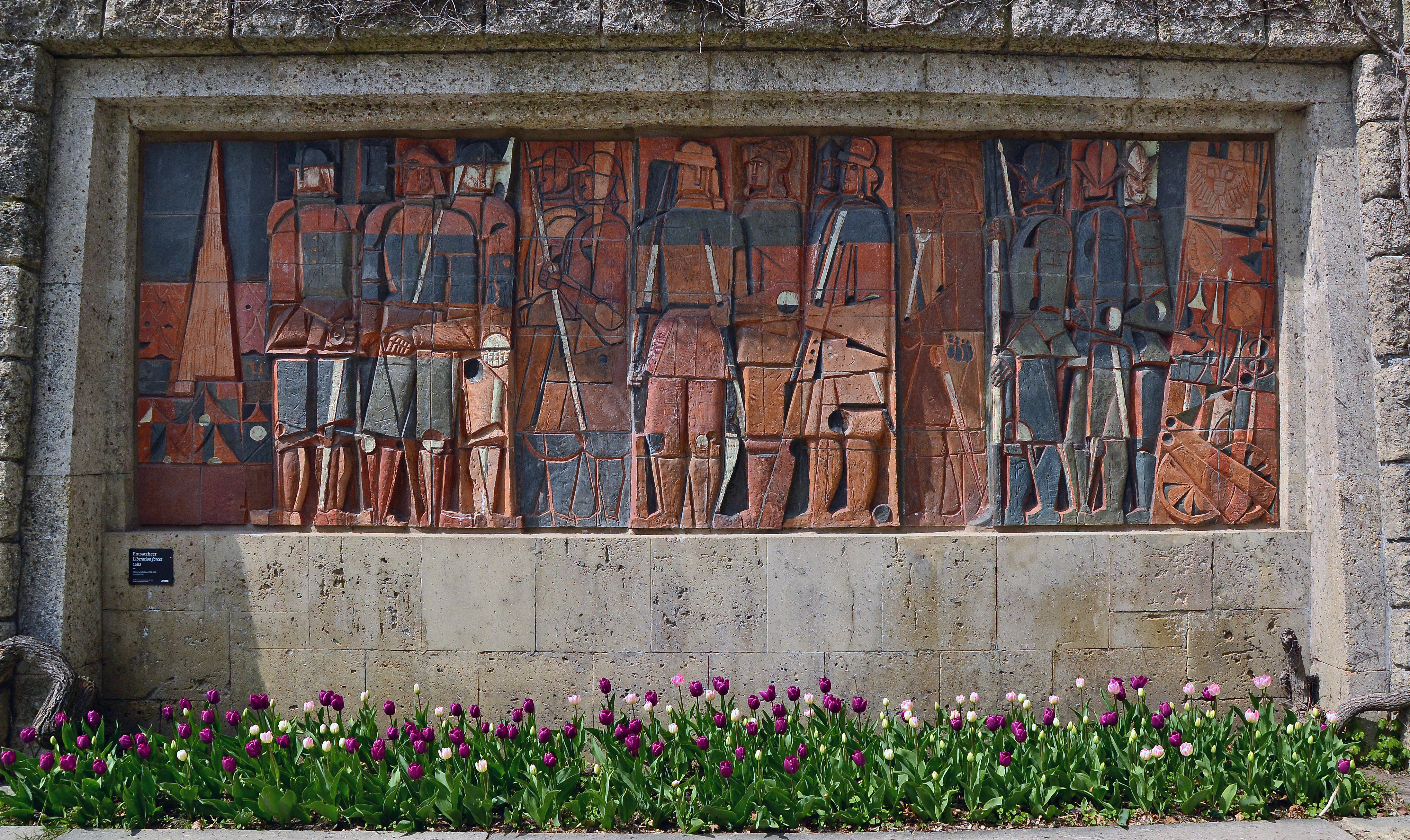
Keramikbild Entsatzheer auf dem Wiener Kahlenberg, 1960 im Auftrag der Gemeinde Wien

 Heinz Leinfellner  (* 4. Dezember 1911 in Steinbrück, Untersteiermark (heute: Zidani Most, Slowenien); † 13. Januar 1974 in Wien) war ein österreichischer Bildhauer.

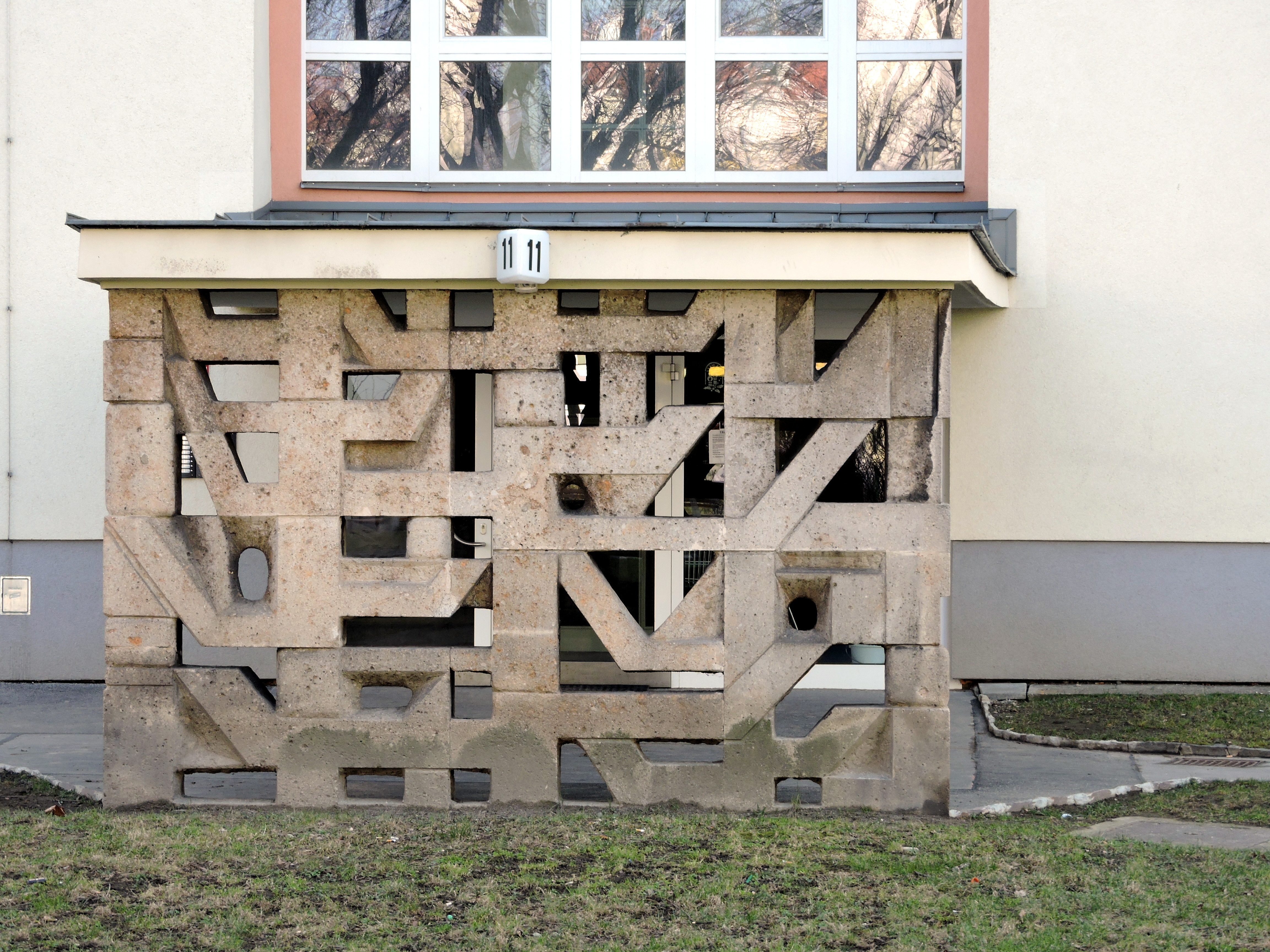
"Abstraktion" (1961) - Marianne und Oskar Pollak-Hof

## Leben und Wirken
Heinz Leinfellner übersiedelte mit seinen Eltern im Jahr 1916 nach Graz. Er besuchte von 1927 bis 1930 die Kunstgewerbeschule Graz. Von 1932 bis 1940 studierte Leinfellner an der Akademie der bildenden Künste in Wien als Schüler der Bildhauer Anton Hanak (1875–1934) und Josef Müllner (1879–1968). Von 1946 bis 1948 arbeitete Heinz Leinfellner als freier Mitarbeiter bei Fritz Wotruba und war von 1948 bis 1952 auch Wotrubas Assistent an der Wiener Akademie. 1947 war Leinfellner eines der Gründungsmitglieder des Art-Clubs. Im Jahr 1959 wurde Heinz Leinfellner Dozent für keramische Plastik, und im Jahr 1972 dann zum ordentlichen Professor an der Wiener Kunstakademie berufen.
Heinz Leinfellners plastisches Werk war von den kubistisch-konstruktivistischen Gestaltungsprinzipien von Fritz Wotruba und vom Werk Hanaks und Henry Moores beeinflusst. Heinz Leinfellner war im Jahr 1954 Teilnehmer der Biennale von Venedig und 1959 auf der documenta 2 in Kassel vertreten.
1961 wurde er assoziiertes Mitglied der Académie royale des Sciences, des Lettres et des Beaux-Arts de Belgique.

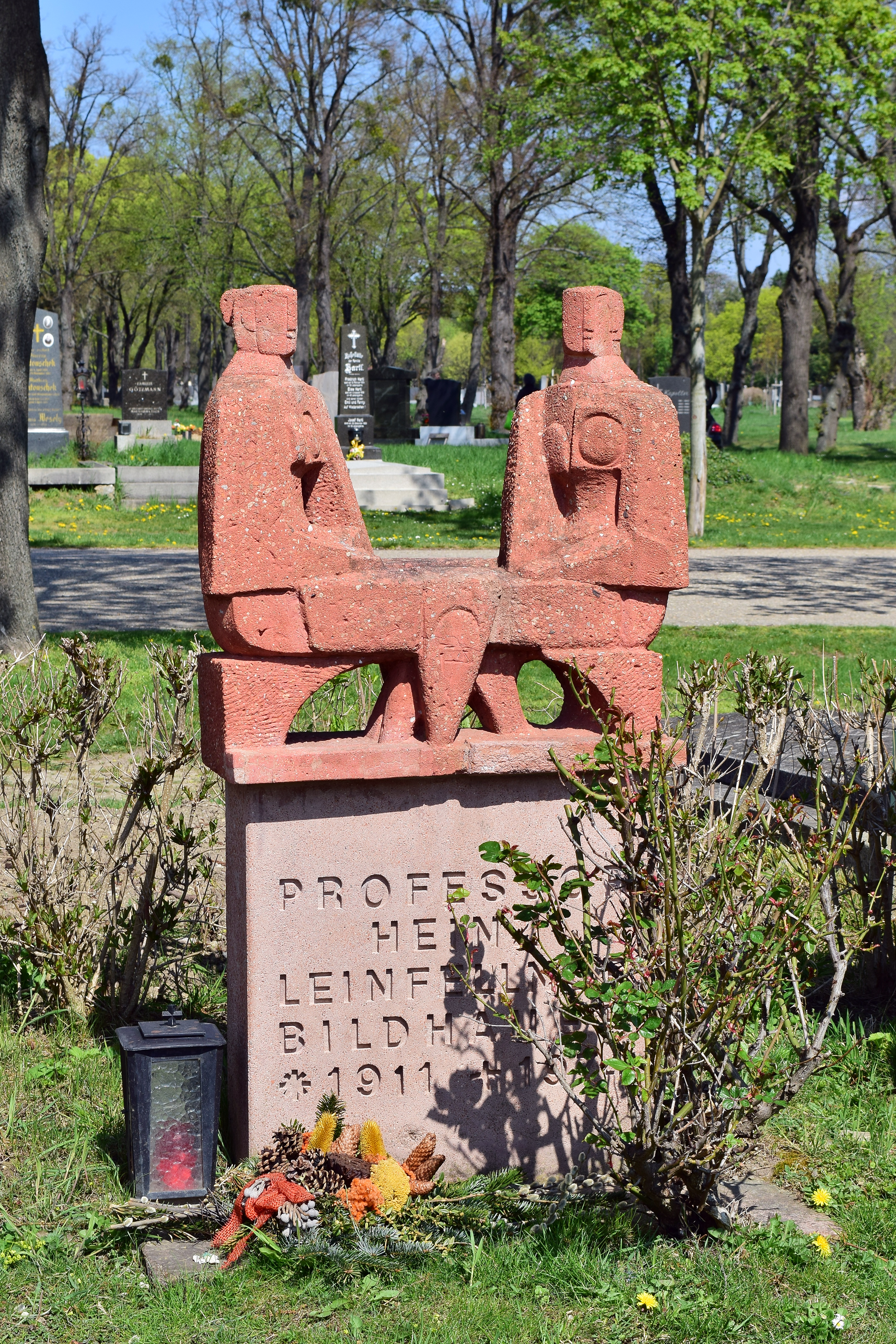
Grabstätte

Leinfelder ist auf dem Wiener Zentralfriedhof in der Ehrengrabgruppe bestattet.
Sein Bruder war der Wissenschaftstheoretiker Werner Leinfellner.

## Auszeichnungen
- 1950: Preis der Stadt Wien für Bildende Kunst